# 卡明涅 (納德沃爾納亞區)
48°45′43″N 24°42′50″E / 48.76194°N 24.71389°E
卡明涅（烏克蘭語：Камінне），是烏克蘭的村落，位於該國西部伊萬諾-弗蘭科夫斯克州，由納德沃爾納亞區負責管轄，始建於1251年，面積15.9平方公里，2001年人口1,107，人口密度每平方公里69.6人。